# Bienville-la-Petite
Bienville-la-Petite település Franciaországban, Meurthe-et-Moselle megyében. Lakosainak száma 37 fő (2022. január 1.). Bienville-la-Petite Bonviller, Crion, Einville-au-Jard, Jolivet, Raville-sur-Sânon és Sionviller községekkel határos.

## Népesség
A település népességének változása:
| Lakosok száma | 44   | 27   | 33   | 28   | 30   | 33   | 34   | 37   | 37   | 37   |
|               | 1968 | 1982 | 1990 | 2006 | 2013 | 2015 | 2017 | 2019 | 2020 | 2022 |